# Pteroplatus elegans
Pteroplatus elegans là một loài bọ cánh cứng trong họ Cerambycidae.